# Altura (film)
Altura (titlul original: în italiană Altura/Rocce Insanguinate) este un film dramatic italian, realizat în 1949 de regizorul Mario Sequi, 
după un subiect propriu, protagoniști fiind actorii Massimo Girotti, Roldano Lupi, Eleonora Rossi Drago și Anna Maria Bottini.

## Conținut

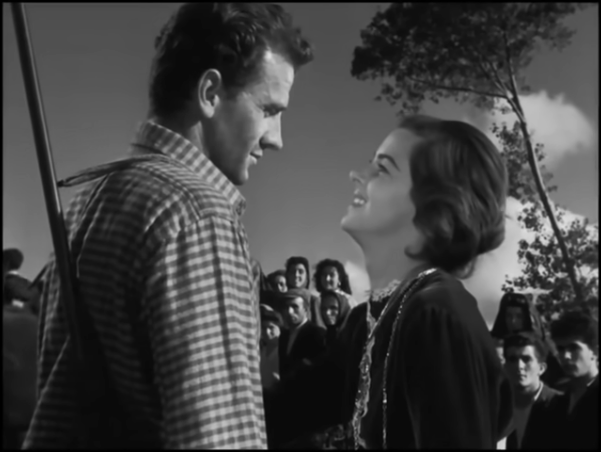
Massimo Girotti și Eleonora Rossi Drago într-o scenă din film

Stanis Archena, după ce a călătorit în lume în căutarea norocului, se întoarce în Altura natală, printre tovarășii tinereții sale. Dar în Altura lucrurile s-au schimbat după plecarea lui Stanis. În sat a ajuns un anume Efisio Barra, un om bogat și fără scrupule, care a cumpărat pământurile și pășunile oamenilor, impunându-și controlul asupra păstorilor.
Neavând concurenți, Efisio este capabil să cumpere tot laptele de la păstori, la prețuri foarte mici. Pentru a lupta împotriva acestui monopol, Stanis se pune în fruntea unei mișcări de cooperare. Efisio își trimite oamenii pentru a ataca duba cooperativei, care duce laptele pe alte piețe iar Napoleone, un bătrân sărac, prieten cu Stanis, este ucis în luptă.
Stanis părăsește țara cu intenția de a se întoarce și a-l răzbuna pe cei uciși, imediat ce a adunat dovezi împotriva lui Efisio. Aceasta din urmă, care o curtează pe iubita lui Stanis, Grazia, profită de plecarea iubitului ei pentru a-și dubla insistențele. Grazia, dezamăgită de plecarea bruscă a lui Stanis, decide să-i facă promisiuni lui Efisio de a se mărita cu el.
Dar în timpul ceremoniei de căsătorie, Stanis reapare împreună cu părinții săi și Efisio este acuzat de unul dintre foștii săi angajați că a ordonat atacul asupra camionului. Efisio reușește să fugă, dar după o lungă urmărire, este ucis de Stanis.

## Distribuție
- Massimo Girotti – Stanis Archena
- Roldano Lupi – Efisio Barra
- Eleonora Rossi Drago – Grazia, logodnica lui Stanis
- Anna Maria Bottini – mătușa Alena
- Fausto Guerzoni – Napoleone, vechiul prieten a lui Stanis
- Vittorio Duse – Barore
- Mirko Ellis –
- Giovanni De Montero –
- Paolo Scampuddu –
- Nanni Peru –